# Nikos Galis
Nikos Galis (gr. Νίκος Γκάλης, en. Nick Galis, ur. 23 lipca 1957 w Nowym Jorku) – grecki koszykarz, członek Galerii Sław FIBA, najlepiej punktujący zawodnik w historii Euroligi, Mistrz Europy 1987, czterokrotnie najlepiej punktujący zawodnik Mistrzostw Europy.

## Życiorys
Nikos Galis urodził się w biednej rodzinie greckich emigrantów w USA. Jako chłopiec rozpoczął treningi bokserskie. Za namową matki porzucił boks na rzecz koszykówki. Rozpoczął treningi w Union Hill High School w New Jersey. Po maturze zasilił szeregi uniwersyteckiej drużyny Seton Hall University, gdzie w swoim najlepszym sezonie w barwach uczelni osiągnął średnią 27,5 punktu na mecz. Po zakończeniu studiów w 1979 jego agent Bill Manon próbował wprowadzić Galisa do NBA. W Drafcie został jednak wybrany dopiero w 4 rundzie z numerem 68 przez Boston Celtics. Dodatkowo na obozie przygotowawczym Celtics doznał kontuzji, co ostatecznie zamknęło mu drogę do NBA. Wtedy zdecydował się na przenosiny do ojczyzny rodziców i angaż w lidze greckiej.

## Kariera klubowa
Galis po przyjeździe do Grecji stał się zawodnikiem Arisu Saloniki. Szybko stał się tam niekwestionowanym liderem. Wraz z takimi graczami jak Panajotis Janakis czy Slobodan Subotić Aris stał się potęgą. Ośmiokrotnie triumfowali w A1 Ethniki, a sześciokrotnie zdobywali Puchar Grecji. Trzy razy z rzędu klub z Salonik grał w final-four Euroligi (1988-1990), za każdym razem jednak odpadając w półfinale.
W 1992 po 13 latach spędzonych w Salonikach Galis zmienił barwy klubowe na Panathinaikos Ateny. Tam w ciągu dwóch lat zdobył tylko Puchar Grecji oraz zajął 3. miejsce w Eurolidze.
Karierę zakończył w kontrowersyjnych okolicznościach. Po tym jak trener PAO nie wystawił go w wyjściowej piątce w meczu ligi greckiej 29 września 1994, Galis obrażony opuścił klub i już nigdy więcej nie pojawił się na parkiecie. Przez 15 lat rozegrał w lidze 385 spotkań, legitymując się średnią 33 punktów na mecz. 11 razy był najlepiej punktującym zawodnikiem sezonu.

## Reprezentacja Grecji
W reprezentacji Nikos Galis rozegrał 168 spotkań, stanowiąc o jej sile w latach 80. W Mistrzostwach Świata w Hiszpanii w 1986 w meczu przeciwko Panamie zdobył 53 punkty. Ze średnią 33,5 pkt. został najlepiej punktującym graczem imprezy, a Grecja zakończyła turniej na 10. miejscu.
Największy sukces w reprezentacyjnej karierze Galisa to EuroBasket 1987, którego Grecja była gospodarzem. Reprezentacja Hellady została mistrzem Europy, pokonując w finale w Pireusie po dogrywce ZSRR 103-101. Galis zdobył w finałowym spotkaniu 40 punktów, został MVP turnieju i bohaterem narodowym Greków. Przez cały turniej nie został ani razu zmieniony.
Dwa lata później w Jugosławii Grecy byli bliscy obronienia mistrzowskiego tytułu. W półfinale po raz kolejny pokonali mistrzów olimpijskich z Seulu ZSRR 81-80. W tym meczu Galis rzucił 45 punktów. W finale Grecja musiała jednak uznać wyższość gospodarzy. Ostatnim turniejem z udziałem Galisa były Mistrzostwa Europy w 1991. Grecja zajęła 5. miejsce, a Nikos Galis trafił do najlepszej piątki turnieju.

## Emerytura
Po zakończeniu kariery Galis otworzył w Chalkidiki letni obóz dla młodych adeptów koszykówki. W 2004 uczestniczył w sztafecie z ogniem olimpijskim. W 2007 został wprowadzony do galerii sław FIBA.

## Osiągnięcia
Na podstawie, o ile nie zaznaczono inaczej.

### NCAA
- Zaliczony do Galerii Sław Sportu uczelni Seton Hall – Seton Hall Athletic Hall of Fame (1991)
- Laureat Haggerty Award (1979)[4]

### Drużynowe
- 8-krotny mistrz Grecji (1983, 1985–1991)
- Wicemistrz Grecji (1982, 1984, 1993)
- Brąz:
  - Euroligi (1989, 1994)
  - mistrzostw Grecji (1980, 1981, 1992)
- 7-krotny zdobywca pucharu Grecji (1985, 1987–1990, 1992, 1993)
- Finalista pucharu Grecji (1984)
- 4. miejsce w:
  - Eurolidze (1988, 1990)
  - pucharze Koracia (1985)

### Indywidualne
- MVP:
  - ligi greckiej (1988–1992)
  - finałów ligi greckiej (1988–1991)
- Zawodnik roku:
  - Mr Europa (1987)[5]
  - Euroscar (1987)[5]
- Sportowiec roku Grecji (1986, 1987, 1989)
- Śródziemnomorski zawodnik roku (1987)
- Uczestnik meczu gwiazd FIBA (1987, 1991)
- Wybrany do:
  - grona 50:
    - najlepszych koszykarzy w historii rozgrywek FIBA (1991)
    - największych osobowości w historii Euroligi (2008)

  - Koszykarskiej Galerii Sław:
    - im. Jamesa Naismitha (2017)
    - FIBA (2007)
- Lider: 
  - strzelców:
    - Euroligi (1992, 1994)
    - ligi greckiej (1981–1991)

  - w asystach:
    - Euroligi (1994)
    - sezonu regularnego ligi greckiej (1991–1993)
    - całego sezonu ligi greckiej (sezon regularny + play-off – 1994)
- Zespół Arisu Saloniki zastrzegł należący do niego numer 6

### Reprezentacja
Drużynowe
- Mistrz Europy (1987)
- Wicemistrz Europy (1989)
- Uczestnik:
  - mistrzostw:
    - świata (1986 – 10. miejsce)
    - Europy (1981 – 9. miejsce, 1983 – 11. miejsce, 1987, 1989, 1991 – 5. miejsce)

  - kwalifikacji olimpijskich (1980, 1984, 1988)

Indywidualne
- MVP mistrzostw Europy (1987)
- Zaliczony do I składu mistrzostw Europy (1983, 1987, 1989, 1991)
- Lider:
  - strzelców mistrzostw:
    - świata (1986)[6]
    - Europy (1983, 1987, 1989, 1991)

  - Eurobasketu w skuteczności rzutów wolnych (1981 – 86,5%)[7]